# Illustrierte Flora von Mitteleuropa
Illustrierte Flora von Mittel-Europa – niemieckojęzyczna seria wydawnicza, będąca jedną ze standardowych flor roślin naczyniowych Europy Środkowej; często w skrócie określana nazwiskiem założyciela i pierwszego redaktora Gustava Hegiego; obejmuje około połowy terytorium Polski.

## Wiadomości ogólne

### Tytuł
Pełny tytuł pierwszego wydania dzieła brzmi Illustrierte Flora von Mittel-Europa mit besonderer Berücksichtigung von Deutschland, Oesterreich und der Schweiz zum Gebrauche in den Schulen und zum Selbstunterricht. Dalsze wydania mają nadtytuł Gustav Hegi – Illustrierte Flora von Mitteleuropa. Założycielem i pierwszym redaktorem był szwajcarski botanik Gustav Hegi, stąd nierzadko spotyka się skrótowe nazwy dzieła, pochodzące od jego nazwiska – po niemiecku po prostu Hegi, po polsku czasami Flora Hegiego, a po angielsku Hegi's Flora. 

### Charakter dzieła i liczba wydań
Flora jest bardzo obszerna, typu „encyklopedycznego”: oprócz kluczy do oznaczania, opisów i ilustracji zawiera również dane anatomiczne, zestawienia nazw w różnych językach (w tym polskim) i obszerne bibliografie poszczególnych taksonów. Autor przeglądu flor świata David Frodin ocenił dzieło jako „wpływowe”.
Pomiędzy współpracownikami dzieła znajdowali się najlepsi specjaliści w danej dziedzinie, na przykład Karl Hermann Zahn opracował jastrzębce (Hieracium), Sigurd Fröhner – przywrotniki, a Heinrich E. Weber – jeżyny (Rubus). Według IPNI w całości wydawnictwa ważnie opublikowano 216 nazw. Flora Europaea, standardowa flora Europy, zalicza Illustrierte Flora von Mitteleuropa do grupy pięciu „flor podstawowych” (basic floras) dla kontynentu europejskiego.
Pierwsze wydanie rozpoczęto w 1906 i ukończono w 1931. W 1936 rozpoczęto przygotowywanie poprawionego drugiego wydania, którego całość nie została dotąd ukończona, natomiast od 1966 zaczęto publikować trzecie wydania niektórych tomów. Całość wydawnictwa obejmuje 23 tomy.

### Zakres terytorialny
Według mapy, umieszczanej na wyklejce niektórych tomów, flora obejmuje obszar, który w przybliżeniu odpowiada Szwajcarii oraz Niemcom i Austrii w granicach sprzed 1914, a dokładniej:
- Szwajcarię: całość terytorium;
- Cesarstwo Niemieckie: całość terytorium dzisiejszych Niemiec, Alzację i Lotaryngię, całość Pomorza polskiego, Prusy Wschodnie, Wielkopolskę i Śląsk;
- większość austriackiej części Austro-Węgier (Przedlitawii): Austrię oraz Czechy (z Morawami);
- włoską część Alp i fragmenty terytoriów Słowenii i Chorwacji[4].

Flora nie obejmuje natomiast ówczesnej Galicji austriackiej ani terytorium Królestwa Kongresowego. 

## Podział na tomy
Większość tomów wydawano najpierw w oddzielnych zeszytach (niem. Lieferung), które dopiero po ukończeniu druku wszystkich przewidzianych zeszytów łączono w oprawny tom, stąd daty publikacji poszczególnych tomów (istotne ze względów nomenklatorycznych) mogą rozciągać się na kilka lat.
Pierwsza seria obejmuje trzynaście tomów, numerowanych: 1, 2, 3, 4(1–3), 5(1–4), 6(1–2), 7. Tom 1 obejmuje paprotniki, nagozalążkowe i część jednoliściennych, tom 2 – dalszą część jednoliściennych, natomiast tomy 3–6 – dwuliścienne. Tom 7 zawiera indeksy.
Przykładem tomu, który miał trzy wydania, jest tom IV-2, obejmujący m.in. rodzinę różowatych (Rosaceae): 
- pierwsze wydanie: tom IV-2 (strony 497–540: 1921; strony 541–908: 1922; strony 909–1122b: 1923)[13],
- drugie wydanie w dwóch częściach: IV-2A (strony 1–80: 1961; strony 81–224: 1963; strony 225–304: 1964; strony 305–384: 1965; strony 385–448: 1966)[13], IV-2B (zeszyty 1–3 ze stronami 1–248: 1990; zeszyty 4–6 ze stronami 249–448: 1994; zeszyt 7 ze stronami 449–510: 1995)[14];
- trzecie wydanie tylko jednej z dwóch części: IV-2A (w całości w 1994)[8].

Ze względu na duże trudności organizacyjne przy publikacji trzeciego wydania tomu III-2 około 2019 postanowiono zakończyć wydawanie serii.